# مرج صانور

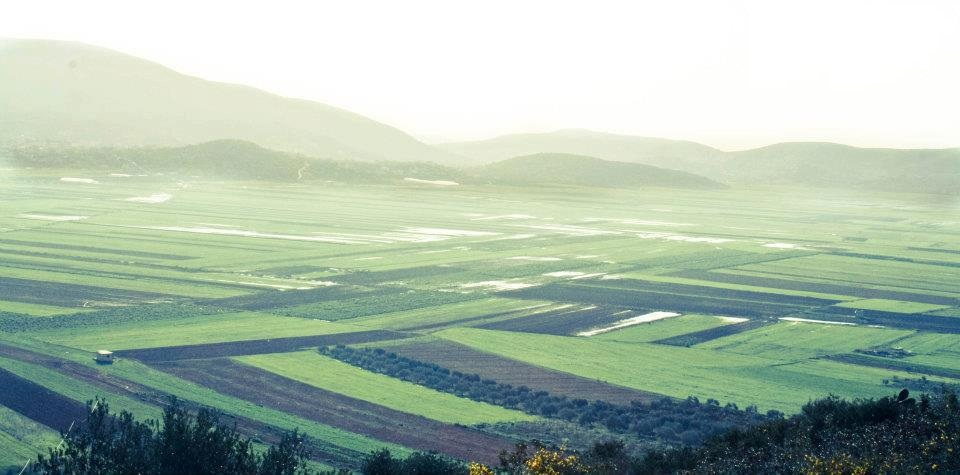
مرج صانور في موسم الربيع في عام 2011

هو سهل داخلي في محافظة جنين في الضفة الغربية ,تتشارك عدة قرى وبلدات في ملكية أراضيه وتتطل عليه وهي  صانور، ميثلون، جربا، مسلية، صير،
الجديدة، سيريس.
المرج يقع إلى الجنوب الشرقي من جنين ويشتهر بخصوبة أرضه ويوجد به ابار مياه لزراعة الخضروات وتبلغ مساحته حوالي 16.000 دونم. يمتلئ بعض السنين بالماء تماما ويبدو كبحبرة جميلة. يطل عليه جبل حريش الشاهق.
وتتسبب مياه الامطار في بعض السنين بخسائر كبيرة بسبب غرق نسبة كبيرة من أراضي المرج، ويترتب عن ذلك من ضرب الموسم الزراعي، إضافة إلى انتشار الحشرات والقوارض. كما يشكل منطقة سياحية مهمة عند امتلائه حيث يتوافد عليه الكثير من الزوار من القرى المجاورة وعرب الداخل.

## نبذة تاريخية
يوجد في المرج أثار تاريخية منها قصر المشاكي ويقال أنه هدم من قبل جيش إبراهيم باشا كما يقال إنه قصف من قبل جيش نابليون.
1. ↑  "معلومات عن مرج صانور على موقع geonames.org". geonames.org. مؤرشف من الأصل في 2020-10-28.